# 告発弁護士シリーズ
『告発弁護士シリーズ』（こくはつべんごしシリーズ）は、和久峻三の推理小説のシリーズ。
これを原作としたテレビドラマが日本テレビとTBSとテレビ東京で放送された。

## シリーズ一覧
- 証拠崩し
- 迷走法廷
- 沈黙の裁き
- 犯人の画かなかった絵
- 偶然防衛
- 時の剣
- 誤判―私は殺していない！
- 悪の扉
- 騙すつもりじゃなかったのに
- 殺人者が目覚める朝
- 罪を逃れて笑う奴
- 禁断の館殺人事件
- 二重の危険
- 悪女の玉手箱
- 危険な依頼人
- Zの悲劇

## 登場人物
猪狩文助（いかり ぶんすけ）

## テレビドラマ
- 大滝秀治版（日本テレビ / 1992年）
- いかりや長介版（TBS / 2001年 - 2003年）
- 藤田まこと版（テレビ東京 / 2007年）
- 柄本明版（TBS / 2015年）

### 大滝秀治版
『私は殺していない』（わたしはころしていない）は、1992年12月15日に日本テレビ系「火曜サスペンス劇場」で放送された。主演は渡辺梓。

#### キャスト（大滝秀治版）
- 登坂京（弁護士を目指す司法修習生） - 渡辺梓
- 登坂麟太郎（検事・京の父） - 森塚敏
- 倉橋香奈子 - 島村佳江
- 野口浩一（事務員） - 石井洋祐
- 松浦（裁判長） - 根上淳
- 飯田隆平 - 長谷川初範
- 横山照子 - 岩崎加根子
- 猪狩文助（弁護士） - 大滝秀治

#### スタッフ（大滝秀治版）
- 原作 - 和久峻三「誤判」
- 脚本 - 小川英、蔵元三四郎
- 監督 - 田中知己
- 制作 - 日本テレビ
- 製作著作 - ユニオン映画

### いかりや長介版
『弁護士猪狩文助』（べんごしいかりぶんすけ）は、2001年から2003年までTBS系「月曜ミステリー劇場」で放送されたシリーズ。全5回。主演はいかりや長介。DVDソフト化されている。

#### キャスト（いかりや長介版）

##### 猪狩法律事務所
猪狩文助
演 - いかりや長介
敏腕弁護士。ヨレヨレのコートを着て、無精髭を蓄えている。
夏目理恵子
演 - 原千晶
猪狩のアシスタント。第1作は新米弁護士で「法律で人を救いたい」と意欲に燃えている。
3作目以降、携帯番号を文助に教えるまでの駆け引きをしている。
野口耕一
演 - 大沢健（第1作）
猪狩の助手。司法試験浪人生。東京大学出身。

##### その他
坪内史江
演 - 田根楽子（第1作 - 第5作）
文助の定宿「上海楼」の女将。文助とは、どう見ても夫婦漫才である。文句を言うが文助の身の回りの世話をするのがいきがいである。
倉橋里子
演 - 香西かおり（第1作 - 第5作）
小料理屋「さとこ」の店主。
戸塚典子
演 - 手塚理美（第1作）、深浦加奈子（第2作）
理恵子の先輩弁護士。理恵子に猪狩文助は「弱きを助け、強きをくじき、正義のためなら如何なる犠牲も厭わない法廷荒し」と評判の弁護士だと言い、猪狩法律事務所を紹介する（第1作）。
星川秀輝
演 - デビット伊東（第2作 - 第5作）
第2作は週刊ワイドの記者で登場したが、第3作の冒頭で記者を解雇され「蔵前調査事務所」の調査員になっていたことが語られる。
青山義信
演 - 佐戸井けん太（第1作 - 第5作）
検事。実は猪狩を認めているが、検察の面子で反論。犯人と分かると協力する事もある。

##### ゲスト（いかりや長介版）
★（被告人）
◆（被害者）
第1作「時の剣」（2001年）
- 徳田欣三（証人・景子のホステス時代の客） - 斉藤暁
- 玲子（ホステス・傍聴人） - 片岡礼子
- 徳田秀子（徳田の妻） - 橘雪子
- 谷崎景子（ホステス・15年前死亡） - 濱田のり子 ◆
- 永井篤史（和己の父・元教師） - 真名古敬二
- 斉藤秀昭（目撃者） - 佐々木誠人
- 甲州日報 記者 - 磯秀明
- IT成金の男 - 岡村洋一
- ウェイトレス - 夏木かおり
- 島村（法医学教授） - 森塚敏
- 三島誠治（15年前の殺人事件の所轄署刑事課長） - 井上博一
- 樋口（景子のホステス時代の客） - 吉満涼太
- 裁判長 - 大林丈史
- 谷崎博（景子の夫） - 大谷亮介
- 永井和己（被疑者） - 倉崎青児 ★
- 島崎伊都子（永井の恋人） - 渡辺典子
- 頃末弘己、嶋隆静、音丸英樹、山口享佑、田口主将、佐藤淳、岡田久子、川畑俊彦、岩崎ひろし、清水京利、松本俊介、松室文義、柴田泰弘

第2作「罪を逃れて笑う奴」（2002年）
- 松浦いづみ（千川南高等学校 元教師） - 南野陽子 ★
- 須藤保（司法書士須藤保事務所 経営者・いづみの大学時代の友人） - 見栄晴
- 黒坂（検事） - 浅野和之
- 松浦淳史（いづみの夫で元教え子・婿養子・3か月前刺殺） - 内田滋啓 ◆
- 西沢照子（淳史の母） - 風祭ゆき
- 土屋浩（販売員） - 温水洋一
- 向井ゆり子（司法書士須藤保事務所 スタッフ・須藤の婚約者） - 臼井静
- 坂上（警視庁東本郷警察署 警部） - 海津義孝
- 安原登（大門商事不動産 社長・照子の愛人） - 諏訪園親治
- 奥西（警視庁東本郷警察署 刑事） - 藤巻裕己
- 望月（警視庁東本郷警察署 刑事課長） - 秋間登
- 松浦寛治（いづみの父） - 晴乃ピーチク
- 松浦美津子（いづみの母） - 木村夏江
- 森崎忠雄（千川南高等学校 校長） - 大和田伸也
- 杉浦（裁判長） - 藤巻潤
- 頃末弘己、仙波てつお、杉本夕子、猪口卓治、猪原ひとみ、中村亜希子、沢田玲子、松江隆、鈴木由香、稲葉暢貴、小沢幸代、関戸将志、西野正崇、高橋亜子、大森美穂、荻原みどり、韓由美、今野紀子、廣田熱子、竹島正義

第3作「悪の扉」（2002年）
- 永瀬俊紀（青年実業家・レストランオーナー） - 細川茂樹
- 森本久雄（美津子の夫） - 大高洋夫 ★
- 森本美津子（依頼人） - 山下容莉枝
- 中野（裁判長） - 横澤祐一
- 牧野誠一（警視庁東本郷警察署 刑事） - 及川以造
- 糸井孝男（金富証券営業推進課 課長・古橋の上司） - 伊藤洋三郎
- 古橋則夫（金富証券 社員） - 田付貴彦 ◆
- 松川慶子（金富証券 社員・古橋の婚約者） - 美鈴響子
- 輪違屋糸里 - 関戸将志
- 諸沢麗子（顧問弁護士） - 阿知波悟美
- 借金の取立て - 安達大介、浜田大介
- 合コンの男 - 藤田昌宏
- 三上健吉（三上建設興業 社長・古橋の顧客） - 下元史朗
- 伊藤雅子、鈴木舞子、桐沢晶子、八木正純、猪口卓治、下川友子、吉村知紗、鈴木雅子、磯脇やそよ、阿左美聡、徳井広基、市川満之、上杉克闘、高橋一嘉、伊藤紘、頃末弘己

第4作「禁断の館」（2003年）
- 加藤治男（芦之湯温泉「瞼水館」従業員） - 沼田爆
- 佐々波琢治（芦之湯温泉「瞼水館」主人・婿養子） - 山路和弘
- 佐々波夕輝子（芦之湯温泉「瞼水館」女将・琢治の妻） - 大塚良重
- 川北義昭（小田原警察署 刑事） - 関時男
- 野沢（裁判長） - 青森伸
- 倉橋謙三（寄木細工の工芸品店店主・里子の父） - 野上正義
- 芦之湯温泉「瞼水館」仲居 - 中上ちか
- 上原東吾（警察官・志津子の別居中の夫） - 中根徹 ◆
- 倉橋和江（里子の母・倉橋の妻） - 木村夏江
- 房子（芦之湯温泉「瞼水館」仲居） - 長宗我部陽子
- 芦之湯温泉「瞼水館」仲居 - のどかちさと
- 上原志津子（芦之湯温泉「瞼水館」仲居・依頼人） - 石野真子 ★
- 西沢藤代（芦之湯温泉「瞼水館」仲居頭） - 東てる美
- 小林千佳、頃末弘己、カワイ麻弓、紺野あきら、池田裕子、加藤幸江、大定純子、中野美絵、寺島涼音

第5作「二つの遺言書」（2003年）
- 赤沢留美（猪狩が担当する被疑者・赤沢の妹） - 川上麻衣子 ★
- 城野伊三夫（中谷法律事務所 事務員） - 神保悟志
- 中谷公彦（中谷法律事務所 弁護士） - 井田國彦
- 金森昭一（所轄刑事） - でんでん
- 菊池洋一（栗田製菓所 従業員・百世の父） - 浜田晃
- 宮本加奈子（被告人） - 木内晶子
- 大辻（裁判官） - 森下哲夫
- 赤沢修二（赤沢産業 社長） - 三上剛史 ◆
- 和江（家政婦） - 五月晴子
- 伊豆の旅館の女将 - 上原由恵
- 赤沢百世（赤沢の妻・留美の義姉） - 真行寺君枝

#### スタッフ（いかりや長介版）
- 脚本 - 田辺満（第1 - 5作）
- 演出 - 水谷俊之（第1、3 - 5作）、鈴木一平（第2作）
- 撮影 - 東原三郎（第1 - 4作）
- 照明 - 村澤浩一（第1作）、額田賢一（第2作）、太田耕治（第3、4作）
- 録音 - 塩原政勝（第1作）、遠藤和生（第3、4作）
- VE - 中塚政明（第1作）、大沼一利（第3作）
- 編集 - 高橋信之（第1、3作）
- 記録 - 柳沼由加里（第1、3、4作）
- 選曲効果 - 田中稔（第1、3作）
- VTR編集 - 白水孝幸（第1、3作）
- MA - 長島みゆき（第1作）、石北秀尚（第3作）
- 美術 - 橋本優（第1作）、安藤篤（第3作）
- 装飾 - 佐々木博崇（第1作）、太田哲（第3作）
- 衣裳 - 鳥居竜也（第1、3作）
- 宣伝 - 青山仁美（TBS)、（第1作）
- スチール - 副田史明（第1作）
- ヘアメイク - 斎藤恵理子（第1、3作）、渡辺佳子（第3作）
- プロデューサー - 淺倉崇（第1作）、伊勢雅義（第1 - 3作）、木村理津（第2 - 4作）、浦井孝行（第4、5作）
- 制作プロデューサー - 飯田康之（第1、3作）
- 製作 - TBS、国際放映

#### 放送日程（いかりや長介版）
| 話数 | 放送日        | サブタイトル     | 原作                                      | 脚本   | 演出     |
| ---- | ------------- | ---------------- | ----------------------------------------- | ------ | -------- |
| 1    | 2001年4月23日 | 時の剣           | 「告発弁護士シリーズ 時の剣」             | 田辺満 | 水谷俊之 |
| 2    | 2002年2月11日 | 罪を逃れて笑う奴 | 「告発弁護士シリーズ 罪を逃れて笑う奴」   | 田辺満 | 鈴木一平 |
| 3    | 8月19日       | 悪の扉           | 「告発弁護士シリーズ 悪の扉」             | 田辺満 | 水谷俊之 |
| 4    | 2003年1月13日 | 禁断の館         | 「告発弁護士シリーズ 禁断の館殺人事件」   | 田辺満 | 水谷俊之 |
| 5    | 8月25日       | 二つの遺言書     | 「告発弁護士シリーズ ひとりでは死ねない」 | 田辺満 | 水谷俊之 |

### 藤田まこと版
『法廷荒らし 弁護士 猪狩文助』（ほうていあらし べんごし いかりぶんすけ）は、2007年11月21日（BSジャパンでは2007年11月18日）にテレビ東京・BSジャパン共同制作「水曜ミステリー9」で放送された。主演は藤田まこと。

#### キャスト（藤田まこと版）

##### 猪狩法律事務所
猪狩文助
演 - 藤田まこと
弁護士。奈良の自宅に「猪狩法律事務所」という事務所を持つ。皮肉屋でいじわるで、いたずらが大好き。
夏目理恵子
演 - 片瀬那奈
新人弁護士。司法試験に一発合格している。
野口耕一
演 - 小林正寛
事務員。

##### その他
- 青山義信（検察官） - 白井晃
- 辻武（元自動車修理工・本名は鈴木益夫で15年前に起きた殺人事件の容疑者） - 田中実
- 辻伊都子（辻の妻） - 大寶智子
- 芝野真一（板前） - 谷口孝史[16]
- 大槻周司（事務官） - 蟷螂襲
- 本間景子（京都の西陣織老舗店夫人・15年前殺害） - 大路恵美
- 岩本隆明（ショッピングモール社長） - 尾美としのり
- 弘美（ショッピングモール店員） - 葵うらら[17]
- 森本泰史（法医学主任教授） - 北見敏之
- 松子（料理店女将） - 芦川よしみ
- 本間博（景子の夫） - 勝村政信
- 室伏直造（元刑事） - 綿引勝彦
- 本間郁子（博の母） - 宮田圭子
- 安子（使用人） - 三星登史子
- 多賀勝一
- 高木（刑事） - 細川純一
- 山本優、池田勝志、加藤正記、東田達夫、藤森周一郎、藤原ひろみ、小林環

#### スタッフ（藤田まこと版）
- 原作 - 和久峻三「告発弁護士シリーズ 時の剣」
- 脚本 - 古田求
- 演出 - 岡屋龍一
- 撮影 - 藤原三郎
- 照明 - 美問博
- 美術 - 原田哲男
- 装飾 - 木下保
- VE - 川楠敏之
- スクリプター - 野崎八重子
- 録音 - 中路豊隆
- スチール - 北脇克己
- セット付 - 大河原哲
- 編集 - 園井弘一
- 調音 - 上床隆幸
- 効果 - 藤原誠
- 衣裳 - 松竹衣裳
- メイク - 八木かつら
- ロケ協力 - 奈良県企画課観光交流局観光課、奈良フィルムコミッション、奈良県警警察本部、立命館朱雀キャンパス
- チーフプロデューサー - 小川治（テレビ東京）
- プロデューサー - 中川順平（テレビ東京）、武田功
- 製作協力 - 松竹京都映画
- 製作 - テレビ東京、BSジャパン、松竹

#### 備考
- 山陰放送では2008年1月10日の15:00 - 16:50のBSSアフタヌーンスペシャル枠で初放送されている。

### 柄本明版
『新 法廷荒らし 猪狩文助〜終の棲家〜』は、2015年3月16日にTBS系「月曜ゴールデン」で放送された。主演は柄本明。
柄本にとっては23年ぶりの地上波ドラマ主演作となる。撮影は2013年末に行われたため、2014年8月に急逝した米倉斉加年も出演している。いかりや版と同じ国際放映が製作し、監督と脚本も引き続いての登板となっている。

#### キャスト（柄本明版）
- 猪狩文助（猪狩法律事務所 弁護士） - 柄本明
- 夏目理恵子（猪狩法律事務所 新人弁護士） - 舞羽美海[21]
- 東野春樹（探偵） - 宅間孝行
- 久世栄美子（社会福祉法人 清心会「ケアホーム世田谷」介護主任） - 小林綾子[22]
- 笹山克典（熊川総合病院 医師） - 金子昇
- 宮部佐和子（小料理屋女将） - 瀬奈じゅん[23]
- 福田孝男（福田リフォーム 社長） - 螢雪次朗
- 藤沢（裁判長） - 綾田俊樹
- 香原周一郎（ケアホーム世田谷 理事長・真紀枝の2番目の夫で婿養子・旧姓「藤木」） - 大河内浩
- 荒木（警視庁捜査一課 警部補） - 坂田聡
- 原田節子（ケアホーム世田谷 入居者） - 長内美那子
- ケアホーム世田谷 入居者 - 江藤漢斉
- 野口正治（ケアホーム世田谷 事務長） - 越村友一
- 近藤（裁判長） - 井上高志
- 静岡県警伊東南警察署 刑事 - 井上肇
- 富永小百合（リフォーム詐欺被害者・認知症） - 大方斐紗子
- ケアホーム世田谷 入居者 - 阿部六郎
- 富永（小百合の息子・元インテリアデザイナー） - 林和義
- 香原真紀枝（ケアホーム世田谷 創業者の娘） - 中島ひろ子
- 今西平三（ケアホーム世田谷 入居者） - 米倉斉加年[24]
- 香原真咲（真紀枝の連れ子） - 柴田杏花
- ケアホーム世田谷 従業員 - 由夏
- 大平（検事） - 陳内将
- 裁判官 - わかばかなめ
- 松本楼 店員 - 清水智子
- 男事務員 - 菊川晃平[25]
- 佐和子の夫 - 蒲田哲
- 山谷春男（温泉旅館「湯乃山館」主人） - 仲本工事
- 有川光代（文助の定宿の女将） - 松金よね子
- 池波遼子（検事） - 草刈民代[26]

#### スタッフ（柄本明版）
- 原作 - 和久峻三「葡萄色の血の女」
- 脚本 - 田辺満
- 監督 - 水谷俊之
- 編成担当 - 高山暢比古
- プロデューサー - 浦井孝行、河角直樹
- 製作 - TBS、国際放映